# Облога Смірни (1402)
Облога Смірни (грудень 1402 року) — облога армією Тамерлана нижнього замку міста Смірна (Ізмір), що знаходилося в руках госпітальєрів. Тамерлан блокував гавань і використовував каменемети для обстрілу стін. Захисники стріляли з луків і кидали запальні снаряди. Фортецю захищали всього 200 лицарів, проте, їм вдалося протриматися два тижні. Зовнішню стіну було зруйновано і монголи увірвалися всередину. Жителів було винищено, врятуватися вдалося небагатьом. Саме місто було зруйновано.

## Передісторія
У Смірні було дві фортеці — приморська, що охороняла гавань, і Кадіфекале на місці давнього Акрополя. В 1328/29 році Смірну захопили Айдиніди, які перетворили її на базу для морських рейдів. Це стало причиною організації хрестових походів проти піратів, і 1344 року приморська фортеця Смірни перейшла до рук християн. Мусульмани (Айдиніди, а потім османи) утримували Кадіфекале (фортецю на горі), але приморський замок дозволяв хрестоносцям контролювати порт. Від 1374 року захист Смірни покладався на госпітальєрів, які тримали свій гарнізон у фортеці. Баязід кілька разів намагався відвоювати Смірну під час своїх анатолійських походів, але не домігся успіху. 1400 року Тамерлан почав війну проти Османської імперії і в битві біля Анкари в липні 1402 року розбив османську армію. В Європі ця перемога була сприйнята з радістю, проте госпітальєри прекрасно розуміли, що наступною метою Тамерлана буде Смірна, як єдиний християнський оплот на Егейському узбережжі Малої Азії.
Після битви при Анкарі керівник генуезької Маони Хіоса і Фокеї відправив якогось Галеаццо в табір Тамерлана для перемовин. 22 вересня посланець повернувся, уклавши з Тамерланом угоду про виплату данини. Госпітальєри були змушені відправити лицаря, брата Домініка де Аламанії, на Хіос, щоб переконати керівників не вступати в союз із Тамерланом.

## Підготовка
Ще до битви при Анкарі госпітальєри постійно зміцнювали замок. 1398 року під керівництвом брата Гійома де Мунте був проритий рів поперек мису, щоб відрізати замок від материка. 1402 року гарнізон Смірни налічував 200 лицарів. Хроніки не згадують імені каштеляна замку під час облоги. Документи від 22 лютого, 8 березня і 2 травня 1402 року фіксують, що в ці дати каштеляном замку Смірни був Ін'їго де Альфаро. Призначення на посаду відбувалося раз на рік 1 березня. Це означає, що 1 березня 1401 року Ін'їго був призначений на цей пост, і 1 березня 1402 року підтверджений на посаді. З цієї причини його вважають каштеляном Смірни і в грудні 1402 року.
Зважаючи на загрози нападу оплата лицарям гарнізону була збільшена до 100 флоринів на рік. Щоб покрити зростання витрат на оборону Смірни, керівництво ордену санкціювало екстраординарні збори 20 000 флоринів від пріоратів: 3200 з Сен-Жіля; 3000 з Франції; 2500 з Ампости; 2500 з Англії; 2000 з Оверні; 2000 з Каталонії; 1500 з Кастилії і Леона; 1200 з Аквітанії; 1000 з Німеччини і Богемії; 800 від Шампані; і 800 — з Тулузи. Приготування до оборони влітку 1402 року контролював адмірал Баффіло Панізатті, який з 4 березня 1395 року був пріором Барлетти, а адміралом він був призначений до 5 червня 1402 року. У порт Смірни постійно підвозили боєприпаси, харчі, гроші і підкріплення. Гарнізон був налаштований рішуче. Згідно з тимуридськими істориками, фортеця вважалася неприступною. Наприклад, Ібн Арабшах писав: «Фортеця знаходилася посеред моря, і взяти її було неможливо. Вона була найнескоренішою серед фортець Джибала». Греки-християни, які населяли околиці, сховалися у фортеці.

## Облога
Тамерлан направив двох посланців, мірзу Пір-Мухаммеда і шейха Нур ед-Діна, до лицарів, наказавши їм або навернутися в іслам, або платити йому данину (джизію). Госпітальєри відкинули обидві ці пропозиції. Буонаккуссо Грімані, критський посол до Великого магістра Філібера де Наіяка, повідомляв, що магістр посилав посольство до Тамерлана. Згідно з сучасником подій, папським нотаріусом Дітріхом з Нігайма, Смірну пощадили б, якби Ін'їго підняв прапор Тамерлана на стінах, як йому радив якийсь «християнський єпископ». Ім'я цього єпископа Дітріх не називає, можливо, це був Нахічеванський єпископ Френсіс.
Тамерлан особисто очолив облогу, прибувши до Смірни «в суботу шостого джумада першого вісімсот п'ятого року» (2 грудня 1402 року). Він наказав «лівій армії» і «правій армії», які перебували під командуванням його онука мірзи Султана Мухаммада і сина Міраншаха відповідно, приєднатися до нього. Згідно з тимуридськими істориками, Тамерлан наказав збудувати велику дерев'яну платформу на палях, щоб заблокувати вхід до гавані, що зайняло три дні. Дука, ж, навпаки, писав, що самі лицарі заздалегідь заповнили гавань камінням, щоб блокувати кораблі. Центральна армія бомбардувала укріплення через рів за допомогою каменеметів і засипала рів. Великі криті платформи з величезними дерев'яними колесами підкотили до зовнішньої стіни. У кожній платформі могло розміститися 200 осіб. Оснащені драбинами, воїни Тамерлана з платформ штурмували стіни. Сили нападників налічували близько 4000 чоловік. Згідно з Шараф ад-діном Язді, «один на одного пускали стріли, камені, ядра, подібно дощу». Захисники оборонялися і «поводились як божевільні дияволи». Немає вказівок про використання пороху, проте обидві сторони використовували грецький вогонь (горщики з горючою сумішшю на основі нафти). Побачивши, що подолати опір захисників не вдається, Тамерлан наказав рити підкопи під стіни та вежі. За словами Шараф ад-діна, «вийняли камені, під основи веж фортеці встановили дерев'яні підпірки і потім підпалили їх. І коли всі колоди згоріли, обрушилися вежі». Під дерев'яними підпорами Шараф ад-дін мав на увазі фашини, просочені нафтою. В утворені проломи хлинули воїни Тамерлана. Деяким лицарям вдалося втекти на свої кораблі, але більшість лицарів і всіх християнських жителів міста було вбито. Облога тривала загалом два тижні. З Родосу були відправлені судна з підкріпленням, але вони прибули, аби побачити «порожнечу на місці Ізміра». За наказом Тамерлана, голови вбитих у Смірні християн відрізали і спорудили з них вежі. Коли прибули судна ордена, то частину голів зарядили в гармати і вистрілили у бік суден. Як писав Ібн Арабшах, «у середу десятого числа місяця жумад ул-ахіра 805 року за румійським роком у місяці напередодні ул-аввал (грудень) шостого дня [Темур] взяв цю фортецю».

## Наслідки
Після падіння Смірни генуезькому форпосту в Старій Фокеї загрожували сили Султана Мухаммада. За прикладом Нової Фокеї, він здався без бою. Франческо II Гаттілузіо, володар острова Лесбос з впливової генуезької родини Гаттілузіо, також здався Султану Мухаммаду і запропонував виплатити данину. Генуезька влада острова Хіос і османський принц Іса Челебі відправили в Аясолук до Тамерлана посланців з виявленням покірності. Як наслідок, Тамерлан отримав контроль над двома Егейськими островами, хоча він і не мав військово-морського флоту. Андреа Редусіо де Керо в Chronicon Tarvisinum писав, що Тамерлан пишався завоюванням Смірни, оскільки османський султан так і не зміг захопити її. Після падіння і руйнування Смірни, Філіберт де Найллак скористався тим, що Тамерлан пішов з Анатолії, а османська держава переживала міжусобні чвари. Між 1402 і 1408 роками він зайняв землі давнього Галікарнасу, де побудував замок Святого Петра (Петруніон, Petrounion), назву якого турки вимовляли як Бодрум, що означає «підземелля»). Ця фортеця залишалася під контролем госпітальєрів до 1523 року.
Втрата Смірни, така важлива подія для християнського світу, залишилася практично непоміченою на Заході. За винятком короткого згадування Дітріхом з Нігайма, хроністи або не знали про облогу, або не визнали подію значимою. Згадки збереглися лише в грецьких (Дука, Халкоконділ) і східних (Шараф ад-дін Язді, Ібн Арабшах) джерелах та історії ордена госпітальєрів (Бозіо). При цьому історики Ордена помилково датували облогу Смірни 1398 роком, оскільки вони вважали, що битва при Анкарі відбулася 1398 року.
Облога Смірни прояснила розуміння військової могутності Тамерлана. Звістка про втрату Смірни до 28 лютого 1403 року досягла через візантійські канали короля Мартина Арагонського, і він написав Енріке III Кастильському листа, в якому глибоко критикує Тамерлана. У березні він обговорив ідею боротьби проти Тимуридів з папою Бенедиктом XIII. В цілому, однак, європейське ставлення до Тамерлана було позитивним, оскільки він переміг османів, які десятиліттями погрожували Візантійській імперії (і Смирні).